# Надвиг

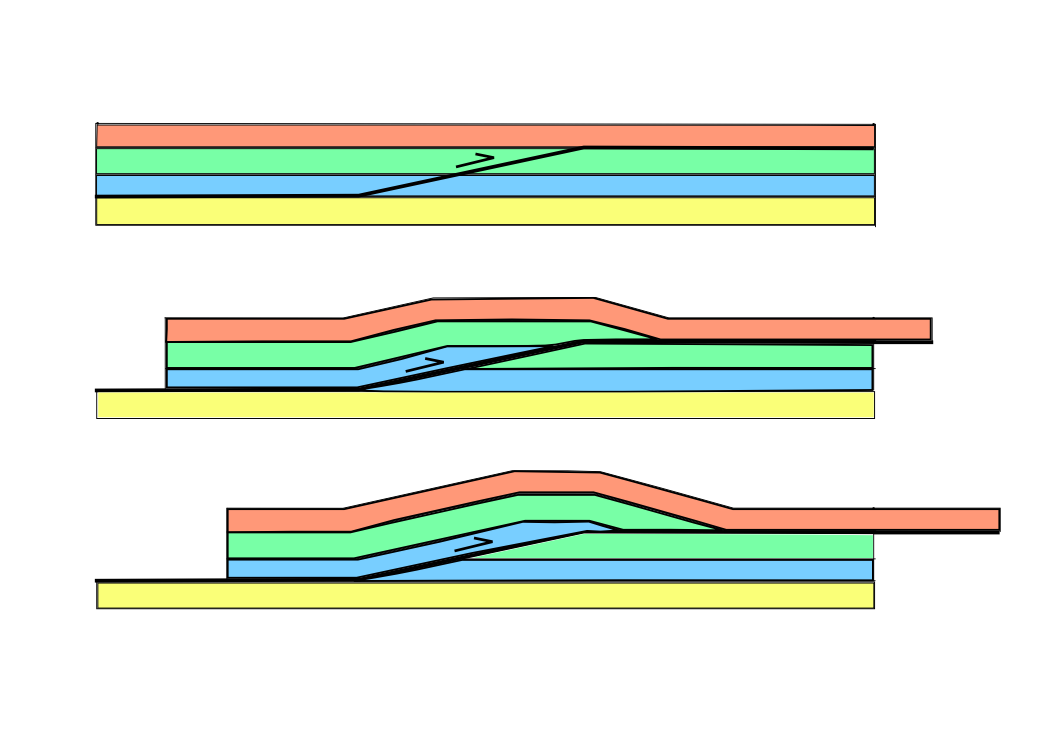
Схема развития надвига

Надвиг — один из видов разрывных смещений слоёв горных пород. Представляет собой надвигание одной массы пород на другую по наклонённому разлому. Таким образом, пласты, лежащие с верхней стороны разлома, сдвинуты вверх, а с нижней — вниз. Первый блок называется висячим, второй — лежачим. При этом разлом наклонён к горизонту под небольшим углом — иначе объект называют не надвигом, а взбросом. Границу между ними обычно проводят по величине угла 45° (реже 60°). У некоторых надвигов этот угол почти нулевой.
Надвиги образуются при сжатии земной коры. Нередко они развиваются из лежачих складок. В таком случае пластическая деформация, сформировавшая складку, может смениться разрывом, скалыванием и появлением надвига.
Очень пологий (в том числе горизонтальный) надвиг крупных масштабов (с толщиной верхнего блока от сотен метров и величиной смещения от нескольких километров) носит названия «шарьяж», «тектонический покров», «тектоническое перекрытие», «альпинотипный надвиг», «наволок» (причём последний термин имеет и другие значения).

## Типы надвигов
Некоторые типы надвигов имеют специальные названия:
- надвиг альпинотипный — то же, что шарьяж (очень пологий крупный надвиг);
- надвиг выжимания (растяжения) — связанный с выжиманием особенно высокопластичных пород крыла складки. Лишь слабо наклонён к поверхностям наслоения пластов, которые он покрывает. Его наклон примерно соответствует наклону крыла складки;
- надвиг пластовый (согласный, притёртый) — происходящий по разлому, проходящему между слоями пород повышенной пластичности более или менее параллельно этим слоям;
- надвиг послеэрозионный — выходящий на земную поверхность и развивающийся в условиях действия эрозии. Характерный признак — резкое уменьшение наклона в верхней части;
- надвиг региональный — находящийся на границе крупных структурных элементов (антиклинориев, синклинориев и т. п.). Простирается на многие десятки, а иногда и сотни километров. Может пересекать складки, и тогда является секущим (см. ниже);
- надвиг секущий — происходящий по разлому, пересекающему слои пород под значительным углом;
- надвиг скалывания — сформировавшийся независимо от складчатости. Может пересекать и горизонтальные, и смятые в складки пласты.